# Metsimotlhabe
Metsimotlhabe – wieś w Botswanie w dystrykcie Kweneng. Według spisu ludności z 2011 roku wieś liczyła 8884 mieszkańców.